# 마이티 파이널 파이트
《마이티 파이널 파이트》(Mighty Final Fight)는 1993년 패미컴으로 발매된 파이널 파이트의 치비 버전이다.

## 선택 가능 캐릭터
해거
가이
코디

## 매드기어 갱단
브레드
J
휴고 안도레
엘 가도
포이즌
서지
에 나온 졸개 액슬과 공격이 같다 유일한 마이티 파이널 파이트 오리지널 졸개.

## 평가
| 평가                               |       |
| ---------------------------------- | ----- |
| 평론 점수 평론사 점수 올게임 [ 1 ] |       |
| 평론 점수                          |       |
| 평론사                             | 점수  |
| 올게임                             | [ 1 ] |